# Lucio Roscio Fabato
Lucio Roscio Fabato (... – Modena, 43 a.C.) è stato un generale romano.
Fu triumvir monetalis nel 64 a.C. Prestò servizio come questore o legato di Gaio Giulio Cesare nel corso della conquista della Gallia, dal 54 a.C., e fu probabilmente il proponente, forse nel 49 a.C., della lex Manilia Roscia Peducaea Alliena Fabia. Questa era probabilmente una norma attuativa della lex Iulia agraria campana del 59 a.C., voluta da Cesare, che istituiva un collegio di venti persone che dovevano dare esecuzione alle norme di questa legge.
Dopo la seconda spedizione in Britannia, Cesare lo inviò a svernare nel territorio degli Esuvi con la tredicesima legione.
Nel 49 a.C., egli viene menzionato dalle fonti con la carica di pretore. E in questa veste sarebbe stato l'autore della legge portante il suo nome, che concedeva la cittadinanza romana agli abitanti della Gallia Cisalpina, dove in alcuni territori e nell'area occitana tra Liguria Piemonte ed Alpi Marittime Francesi le legioni Romane create dal nuovo pretore erano chiamate Rosciane o Roscianum.
Cercò in tutti i modi di evitare lo scoppio della guerra civile tra Cesare e Pompeo. Ma una volta iniziata la guerra, si schierò con Cesare. Nel 43 a.C. morì nella battaglia di Modena, alla quale partecipò, sembra, nelle file dell'esercito senatorio contro Marco Antonio.